# Panderichthys
Panderichthys je vyhynulý rod svaloploutvých ryb, který žil v období devonu asi před 380 miliony let. Je považován za přechodnou formu mezi svaloploutvými rybami a obojživelníky.
Byl dlouhý asi 90–130 cm, s protáhlým tělem a širokou zploštělou lebkou, jevící se shora jako trojúhelník. Neměl hřbetní a řitní ploutev, ocasní ploutev byla protáhlá. Předpokládá se, že obýval pobřežní mělčiny s brakickou vodou a byl dravý, jeho kořist tvořily především menší ryby. Struktura pažních kostí, pánve a obratlů připomínala čtvernožce, ploutve byly již opatřeny zárodky prstů. Otvor zvaný spirákulum byl větší než u vývojově starších ryb a sloužil k dýchání vzdušného kyslíku; u pozdějších čtvernožců se z tohoto otvoru vyvinula středoušní dutina a Eustachova trubice.
První fosilní nálezy byly učiněny v roce 1930 v Lotyšsku, Walter Robert Gross ho nazval Panderichthys (Panderova ryba) podle rižského paleontologa Christiana Heinricha Pandera. Vedle typového druhu Panderichthys rhombolepis byl popsán ještě druh Panderichthys stolbovy, k jeho oficiálnímu uznání však chybí dostatek fosilního materiálu.